# Dariusz Radosz
Dariusz Radosz (ur. 13 sierpnia 1986 w Toruniu) – polski wioślarz. Reprezentant Polski w czwórce podwójnej podczas Letnich Igrzysk Olimpijskich w Rio de Janeiro (4. miejsce), Złoty (2011) i srebrny (2017) medalista mistrzostw Europy. Zawodnik LOTTO-Bydgostia Bydgoszcz.

## Osiągnięcia
- Mistrzostwa Świata U-23 – Amsterdam 2005 – ósemka – 11. miejsce[1].
- Mistrzostwa Świata U-23 – Hazewinkel 2006 – ósemka – 6. miejsce[1].
- Mistrzostwa Świata U-23 – Glasgow 2007 – ósemka – 5. miejsce[1].
- Mistrzostwa Świata U-23 Brandenburg 2008 – ósemka – 3. miejsce
- Mistrzostwa Europy – Montemor-o-Velho 2010 – czwórka bez sternika – 9. miejsce[1].
- Mistrzostwa Europy – Płowdiw 2011 – ósemka – 1. miejsce[1].
- Igrzyska olimpijskie – Rio de Janeiro 2016 – czwórka podwójna – 4. miejsce.
- Mistrzostwa Europy – Racice 2017 – czwórka podwójna – 2. miejsce.
- Mistrzostwa Świata – Sarasota 2017 – czwórka podwójna – 5. miejsce.